# Sulzbach, Zürich
Sulzbach är en ort i kommunen Uster i kantonen Zürich i Schweiz. Den ligger cirka 16 kilometer sydost om centrala Zürich. Orten har cirka 391 invånare (2021).